# Bratislavský poledník

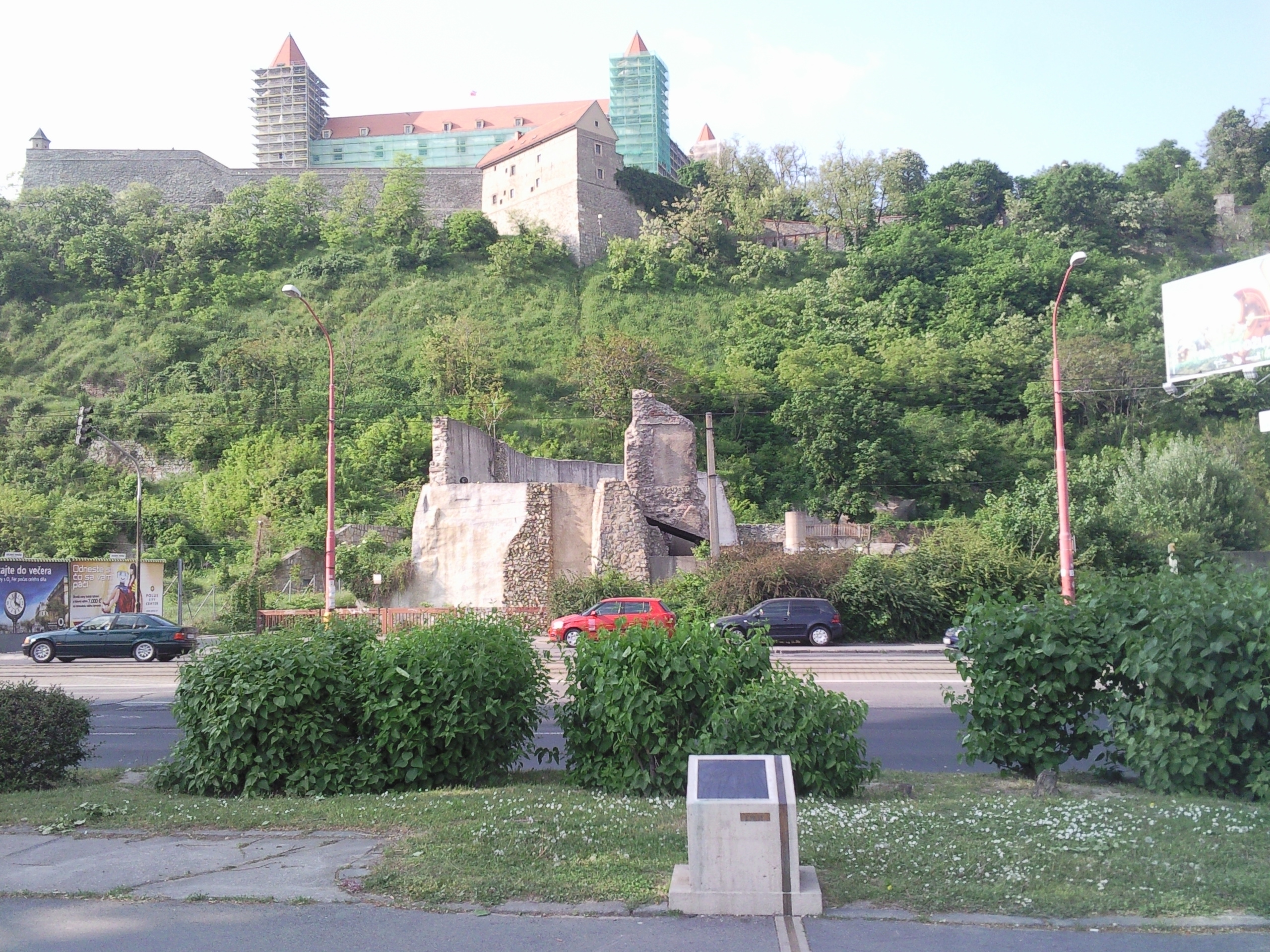
Památník bratislavského poledníku a Bratislavský hrad

Bratislavský poledník je poledník přecházející severovýchodní věží Bratislavského hradu. Název Bratislavský poledník zavedl Samuel Mikovíny v roce 1733 (v té době byla Bratislava hlavním městem Královského Uherska).
Mikovíni ho používal jako výchozí poledník ve svých mapách. Dnes se na památku poledníku na jeho místě nachází památník, který byl založen v roce 1997, k 250. výročí úmrtí Mikovínyho (ačkoli 250. výročí bylo až v roce 2000).
Jeho zeměpisná délka je dnes zhruba 17 stupňů a 6 minut východní zeměpisné délky.